# Guerrero-Oaxaca-Erdbeben 2012
Das Guerrero-Oaxaca-Erdbeben vom 20. März 2012 hatte eine Magnitude 7,6 bis 7,8 MW und traf das südliche Mexiko um 12:02 Ortszeit (18:02 UTC).
Das Epizentrum befand sich 25 km östlich von Ometepec in Oaxaca in der Nähe der Grenze zu Guerrero. Es war seit 1985 das schwerste Erdbeben in Mexiko. Am 2. April gab es bei einem Nachbeben der Stärke 6,3 keine neuen Schäden.